# 安井大吉
安井 大吉（やすい だいきち、1891年2月4日 - 1968年8月17日）は、日本の政治家。衆議院議員（1期）。浦和市長（1期）。旧姓、花沢。

## 来歴
静岡県出身。日本大学法学部で学ぶ。岐阜県羽島郡長、同県地方課長、庶務課長、東京都区政課長、財政課長、厚生局長、生活局長を歴任し、1942年9月28日から1944年10月25日まで第4代浦和市長を務める。
戦後の1953年、時の首相吉田茂の予算委員会での発言に対する懲罰動議が可決されたため、可決の原因となった広川弘禅（広川は鳩山一郎、三木武吉らに同調し採決を欠席、のち内閣不信任案の可決、解散（バカヤロー解散）に繋がる）の対立候補として第26回衆議院議員総選挙で東京3区から自由党公認で立候補して当選した（広川は分党派自由党から立候補し、落選）。次の1955年の第27回衆議院議員総選挙で落選した（逆に対立候補の広川は日本民主党から立候補し、当選）。以後の立候補はない。
この他大洋商事社長などを務めた。